# Приятели-другари
„Приятели-другари“ (на руски: Друзья-товарищи) е съветска анимация от 1951 година, създадена от Союзмултфилм.

## Сюжет
Три момчета, произхождащи от различни семейства, Чижов, Пижов и Рижов се запознават през лятото в Детския парк с ученичката Зина Жукова, бъдеща танцьорка, претендираща с таланта си. Зина се отнася пренебрежително към момчетата, смятайки ги за зубрачи. Всичко се променя след проявената изобретателност от страна на тримата приятели.

## В ролите
Персонажите във филма са озвучени с гласовете на съветските артисти:
- Надежда Уколова
- Владимир Феоктисов
- Анатолий Керби
- Людмила Пирогова
- Николай Устинов